# Injustice 2
Injustice 2 es un videojuego de lucha desarrollado por NetherRealm Studios y publicado por Warner Bros. Interactive Entertainment. Es la secuela del videojuego de 2013 Injustice: Dioses entre nosotros. El juego fue lanzado a la venta en mayo de 2017 para las consolas PlayStation 4 y Xbox One, y el 14 de noviembre en Microsoft Windows a través de la Tienda Microsoft y de la plataforma Steam. Al igual que la entrega anterior, una app móvil fue lanzada para dispositivos de IOS y Android.
El centro del videojuego sigue siendo similar al de su predecesor, aunque con ajustes menores a devolver la mecánica del videojuego. Injustice 2 introduce una nueva característica llamada el sistema de equipo, un sistema de botín que recompensa a los jugadores con piezas de vestuario y equipos que se pueden utilizar para personalizar la apariencia de los personajes y modificar sus habilidades y estadísticas. El centro de la historia se basa alrededor de Batman y el intento de la insurgencia para restaurar la sociedad después de la caída del régimen de Superman; Sin embargo, las llegadas del grupo supervillano recién formado llamado "La Sociedad" y el extraterrestre Brainiac fuerzan a Batman a liberar al preso Superman para ayudar a combatir las amenazas.
Injustice 2 fue revelado por NetherRealm Studios y Warner Bros. Interactive Entertainment en junio de 2016. Según los desarrolladores, la idea para la implementación de un Juego de rol con sistema de progresión de ese estilo en un videojuego de lucha había existido desde antes de la caída de Midway Games, el editor original para la serie de Mortal Kombat. El director Ed Boon también debía tener en cuenta la mecánica de los videojuegos de varios jugadores utilizados por los Juegos de acción, tales como la personalización, creación de personajes, botín y subir de nivel, lo que llevó al desarrollo del sistema de Equipo.

## Argumento
La historia comienza con Kara Zor-El huyendo del ejército de Brainiac en su casa de Ciudad Argo en Krypton. Mientras Brainiac se prepara para destruir el planeta, ella escapa con la ayuda de su madre junto con un bebe Kal-El. Sus naves se dirigen a la Tierra, pero los escombros de la destrucción de Krypton hacen que la nave de Kara se salga de su curso.
Años más tarde, antes de los eventos del primer juego y luego del asesinato del Guasón por parte de Superman, Batman y Robin intentan impedir que el Régimen reúna a los reclusos de Asilo Arkham para su ejecución. Batman intenta (literalmente) darle sentido a Superman, pero no logra disuadirlo de continuar con sus medidas extremas. Al ver que la nueva política de Superman hacia los criminales se alinea más con lo que le enseñó la Liga de Asesinos, Robin se une al Régimen y mata a Victor Zsasz como muestra de confianza.
En el presente, cinco años después de la caída del Régimen, Bruce Wayne y sus colaboradores intentan reconstruir al mundo. Sin embargo una nueva facción, la Sociedad, compuesta por villanos encabezados por Gorilla Grodd, emerge y planea la dominación mundial. Con gobiernos aun en proceso de reconstrucción, y sin ejércitos, Bruce se ve obligado a enviar a sus aliados Canario Negro (quien fue salvada del régimen por Doctor Destino mandandola a otra tierra y después la trajo de vuelta con Green Arrow de esa tierra los cuales se enamoron y casaron) y Harley Quinn para combatir a la Sociedad en Ciudad Gorila donde el Doctor Destino advierte a Green Arrow y Canario Negro sobre la llegada de una nueva amenaza para el planeta. Después de derrotar a Grodd, los dos son secuestrados por Brainiac, el verdadero cerebro detrás de la Sociedad. Habiendo recolectado y destruido previamente a Krypton, tenía la intención de reclamar a Superman, pero se intereso en agregar la Tierra a su colección. Después de que Brainiac se haga cargo con el centro de comunicaciones de Batman, Hermano Ojo, Batman busca aliados para combatirlo.
Gatúbela la agente doble de Batman dentro de la Sociedad, libera a Harley de Ciudad Gorila. Un Flash perdonado y un Hal Jordan reformado se reunieron antes de unirse a Batman, quien envía a este último a Atlantis para obtener la ayuda de Aquaman. Aquaman se niega a cooperar, pero cede después de que Brainiac ataque Atlantis. Mientras tanto, Black Adam, Wonder Woman y Kara (habiendo sido rescatada por Adam y tomado el nombre de Supergirl) atacan la prisión donde se encuentran encerrados, Superman, Nightwing y Cyborg. Blue Beetle y Firestorm inicialmente logran contener a los aliados de Superman, pero finalmente son acorralados. Firestorm se prepara para iniciar una explosión nuclear como último recurso, pero es detenido por Batman. Desesperado por detener a Brainiac, Batman libera a Superman de la custodia y forma una alianza incómoda con los fugitivos del Régimen.
Cyborg, Gatúbela y Harley regresan a la Baticueva para liberar a Hermano Ojo del control de Brainiac y coordinar los esfuerzos de evacuación de civiles. Brainiac crea una copia de máquina pura de Cyborg llamada Grid para retrasarlos. Wonder Woman lleva a Supergirl a Metrópolis y desafía abiertamente el plan de Batman. Cuando se acerca para matar a Cheetah, Harley la interrumpe; esto hace que Diana y Harley peleén. Diana hiere a Harley y esta por matarla hasta que Supergirl la detiene, curando a Harley. Kara se dirige a la Fortaleza de la Soledad para contarle a Superman lo sucedido, descubriendo la verdad sobre la tiranía de su primo. Con varias ciudades secuestradas, Brainiac se prepara para erradicar la Tierra. La alianza intenta tomar la nave de Brainiac, pero sus escudos son demasiado fuertes y aparentemente mata a Superman. Ellos inventan un plan para debilitar los escudos de Brainiac usando el tridente de Aquaman como un conducto para la magia de la Roca de la Eternidad.
Grodd persigue a Aquaman y a Black Adam con una Canario Negro, Green Arrow y Blue Beetle con lavado de cerebros. Después de matar Aquaman a Grodd, el par debilita los escudos de Brainiac lo suficiente como para que Batman y Supergirl entren. Los dos son capturados, pero Batman es rescatado por Superman. Después de derrotar Superman y Batman a Firestorm y a Cosa del Pantano con lavado de cerebros, se enfrentan a Doctor Destino, quien se ve obligado a ayudar a Brainiac por los Señores del Orden. El casco de Destino es destruido por Clark, eliminando la influencia de los señores; sin embargo Brainiac lo asesina. Incapacitando a Brainiac, Superman toma el control de la nave. Se las arregla para restaurar la mayoría de las ciudades de la Tierra, pero pierde a Metrópolis y a Ciudad Costera permanentemente, y las ciudades de otros planetas siguen intactas.
Los héroes se dividen sobre el destino de Brainiac: Batman, Flash, Green Lantern y Supergirl quieren encerrarlo para restaurar el resto de las ciudades de la Tierra (así como encontrar planetas para que vivan ciudades que no son de la Tierra) y encontrar una manera de recuperar Metrópolis y Ciudad Costera; Superman, Aquaman, Black Adam y Wonder Woman quieren matarlo para eliminar su amenaza potencial y usar su nave para restablecer el control del Régimen sobre la Tierra. Después de una breve discusión, Batman ataca a Superman con una daga cargada de kryptonita dorada, y se produce una batalla. Batman y Superman se derrotan mutuamente antes de participar en una batalla final en la Baticueva. La batalla final tiene dos finales, dependiendo de que lado elija el jugador.
Si se elige el lado de Superman, él derrota a Batman y sus aliados, mata a Brainiac, se une a la nave y restablece el Régimen con la ayuda de todos los cautivos de Brainiac. Le ofrece a una Supergirl encarcelada la oportunidad de unirse a su ejército, afirmando que restauró las ciudades restantes y puso a la Tierra en paz. Cuando ella se niega, Superman saca a un Batman controlado por la mente y le explica que se unirá de una forma u otra.
Si se elige el lado de Batman, Superman y sus aliados son derrotados. Batman le quita su poder permanentemente a Superman con kryptonita dorada y lo encierra en la Zona Fantasma, aunque se compromete a regresar un día. Batman entonces decide crear una nueva Liga de la Justicia con sus aliados, ofreciendo membresía a Supergirl dentro de ella.

## Ediciones
Injustice cuenta con tres ediciones diferentes lanzadas el mismo día en formato físico y digital.
- Edición estándar: Superman en la portada. Esta es la versión normal, no incluye ningún tipo de código dentro. Es simplemente el juego normal con 29 personajes en el disco.
- Edición Deluxe: Supergirl en la portada. Incluye el juego en edición estándar y un código dentro para descargar el "Deluxe Pack", que ofrece los tres primeros personajes descargables (Starfire, Red Hood y Sub-Zero), un paquete de sombreados (dioses y demonios) y sombreados especiales para Supergirl, Flash y Green Lantern.
- Ultimate Edition: Caja metálica con Batman en la parte de enfrente y Superman en la parte de atrás. Incluye el juego estándar y un código para descargar el "Ultimate Pack" que incluye lo mismo que el "Deluxe Pack" y también incluye los seis personajes descargables restantes.

### Injustice 2 Legendary Edition
El videojuego tiene una edición definitiva llamada Injustice 2 Legendary Edition que se lanzó el 27 de marzo de 2018 para las plataformas PlayStation 4, Xbox One y Microsoft Windows. Esta edición incluye el juego original junto con todo el contenido descargable y algunas mejoras especiales. Contiene todos los personajes DLC que se han lanzado, que son: Darkseid, Red Hood, Starfire, Sub-Zero, Black Manta, Raiden, Hellboy, Atom, Enchantress and the Ninja Turtles, y también las máscaras especiales: Power Girl (Supergirl), Green Lantern (John Stewart), Reverse Flash (Flash), Grid (Cyborg) y Black Lightning (Raiden). Además, se agrega un tutorial extendido y más completo llamado "Learn Hub", se agregan nuevos equipos y objetos de personalización para todos los personajes, y los niveles aumentan al número 30, que cuando se alcanza desbloquea un nuevo espacio para objetos.

## Modos de juego
Un jugador
- Modo Historia: Podemos embarcarnos en la épica historia de Injustice 2.
- Pelea Simple: Un combate normal uno vs uno contra la IA, se puede ajustar la dificultad de la IA.
- El Multiverso: El nuevo modo de juego implementado en Injustice 2, trae consigo la oportunidad de realizar combates contra la IA con el fin de obtener experiencia y botines valiosos. Cada Multiverso tiene cierta duración, algunos duran horas, otros días.

Multijugador
- Local: Puedes jugar contra un amigo en multijugador local.
- En línea: Combates en línea contra jugadores de todo el mundo en tiempo real.

## Personajes jugables
Injustice 2 cuenta con un total de 29 personajes jugables en su versión estándar y 9 adicionales haciendo un total de 38. Estos son los personajes:
| Personajes Jugables | Personajes Jugables | Personajes Jugables                                                                                     |
| Héroes | Villanos | Descargables (DLC)                                                                                      |
| --- | --- | --- |
| - Batman - Supergirl - Harley Quinn - Canario Negro - Green Arrow - Catwoman - Flash - Green Lantern - Aquaman - Blue Beetle - Firestorm - Doctor Fate - Swamp thing | - Brainiac - Superman - Wonder Woman - Black Adam - Cyborg - Gorilla Grodd - Hiedra Venenosa - El Joker - Cheetah - Robin - Deadshot - Bane - Capitán Frío - Atrócitus - Espantapájaros - Darkseid | - Red Hood - Starfire - Sub-Zero - Black Manta - Raiden - Hellboy - Atom - Enchantress - Tortugas Ninja |

Nota: Darkseid está disponible gratis únicamente para quienes preordenaron el juego en formato digital, de otra forma se deberá comprar como contenido descargable.
Brainiac se desbloquea al terminar la historia del juego con cualquier final, pero también está disponible en la tienda para comprarse como contenido descargable.
Además podemos cambiar totalmente el aspecto de algunos personajes mediante sombreados especiales. Se cambia el aspecto y los diálogos, pero sus movimientos, combos, ataques especiales y súper movimientos serán los mismos del personaje original. Los personajes que podemos cambiar son:

• Supergirl en Power Girl

• Flash en Flash Reverso y en Jay Garrick

• Green Lantern (Hal Jordan) en Green Lantern (John Stewart)

• Capitán Frío en Sr. Frío

• Cheetah en Vixen

• Cyborg en Grid

• Superman en Bizarro

• Raiden en Black Lightning

• Batman en Bruce Wayne

### Contenido descargable
Injustice 2 contó con 9 personajes descargables. La edición deluxe cuenta con 3 de ellos y la Ultimate Edition con los 9. Fighter Pack 1 es la primera edición que cuenta con 3 personajes. 
El director Ed Boon realizó varias encuestas en su Twitter, en la primera preguntó qué personaje de Mortal Kombat querían ver en Injustice 2, siendo el ganador Sub-Zero. Luego qué personaje ajeno al universo principal de DC Comics querían ver en Injustice 2, siendo el ganador Spawn. Y finalmente, preguntó si querían ver al menos un personaje de Watchmen en Injustice 2, siendo la respuesta de la gran mayoría de votantes un "sí".
El día 23 de agosto de 2017, tras unos combates de caridad entre Steve Aoki y Don Diablo, NetherRealm reveló el tráiler oficial del Fighter Pack 2 que cuenta con otros 3 personajes adicionales. 
Atom fue el primer personaje del Fighter Pack 3 revelado de forma anticipada. El tráiler del último paquete de personajes, el Fighter Pack 3, se reveló el 10 de noviembre del 2017 durante la Eleague Injustice 2 World Championship.

## Sistema de personalización
En Injustice 2 se implementó un nuevo sistema de personalización nunca antes visto en el que podrás subir de nivel a tu personaje, así como cambiar su equipación para darle aumentos extra en ciertos atributos. Puedes obtener equipo para tu personaje en el Multiverso o comprando Cajas Madre en la Bóveda del Hermano Ojo.
Los personajes pueden tener hasta cinco trajes diferentes, donde el jugador debe decidir cuál usará para cada ocasión.